# Simon Dufour
Simon Dufour (Ambert, Francia, 20 de febrero de 1979) es un nadador francés retirado especializado en pruebas de estilo espalda larga distancia, donde consiguió ser medallista de bronce mundial en 2003 en los 200 metros estilo espalda.

## Carrera deportiva
En el Campeonato Mundial de Natación de 2003 celebrado en Barcelona ganó la medalla de bronce en los 200 metros estilo espalda, con un tiempo de 1:57.90 segundos, tras el estadounidense Aaron Peirsol (oro con 1:55.92 y el croata Gordan Kozulj (plata con 1:57.47 segundos).